# Gavril Balint
Gavril Pelé „Gabi“ Balint (* 3. ledna 1963, Sângeorz-Băi, Rumunsko) je bývalý rumunský fotbalový útočník a reprezentant a pozdější fotbalový trenér.
 Mimo Rumunsko hrál ve Španělsku. Většinu své hráčské kariéry strávil v klubu FC Steaua București, kde nasbíral celou řadu titulů, mj. v PMEZ 1985/86.

## Klubová kariéra
- Hebe Sângeorz-Băi 1974 (mládežnický tým)
- Luceafărul București 1978 (mládežnický tým)
- FC Steaua București 1980–1990
- Real Burgos 1990–1993

## Reprezentační kariéra
Reprezentoval Rumunsko v mládežnických kategoriích. S reprezentací do 20 let se zúčastnil Mistrovství světa hráčů do 20 let 1981 v Austrálii, kde mladí Rumuni získali bronzové medaile.
V A-mužstvu debutoval 14. 4. 1982 v přátelském zápase proti týmu Bulharska (výhra 2:1). Celkem odehrál v letech 1982–1992 za rumunský národní tým 34 zápasů a vstřelil 14 gólů.

Zúčastnil se MS 1990 v Itálii.